# 小原善哉
小原 善哉（おばら よしや）は、日本の録音技師である。横浜放送映画専門学院（現・日本映画大学）5期卒業。同期にプロデューサーの井上文雄、美術監督の福澤勝広、映画監督の三池崇史他がいる。

## 主な作品

### 映画
- 『バトルヒーター』（1989年）
- 『汝殺すなかれ』（1996年）
- 『岸和田少年愚連隊　望郷』（1998年）
- 『リング』（モジュレーション録音・1998年）
- 『LUCKY LODESTONE』（1999年）
- 『双生児』（整音・1999年）
- 『五条霊戦記　GOJOE』（2000年）
- 『カタクリ家の幸福』（2001年）
- 『天国から来た男たち THE GUYS FROM PARADISE』（2001年）
- 『ELECTRiC DRAGON 80000V』（2001年）
- 『ビジターQ』（2001年）
- 『殺し屋1』（2001年）
- 『東京ハレンチ天国　さよならのブルース』（協力・2001年）
- 『金融破滅ニッポン　桃源郷の人々』（2002年）
- 『ゼブラーマン』（2003年）
- 『六月の蛇』（2003年）
- 『あずみ』（2003年）
- 『許されざる者』（2003年）
- 『ヴィタール』（2004年）
- 『あずみ2　Death or Love』（2004年）
- 『IZO』（2004年）
- 『ガッツ伝説　愛しのピット・ブル』（2005年）
- 『蟲師』（2006年）
- 『龍が如く』（2007年）
- 『探偵物語』（2007年）
- 『僕の彼女はサイボーグ』（2008年）
- 『プライド』（2008年）
- 『クローズZERO　Ⅱ』（2009年）
- 『TAJOMARU』（協力・2009年）
- 『シュアリー・サムデイ』（2010年）
- 『もし高校野球の女子マネージャーがドラッカーの『マネジメント』を読んだら』（2011年）

### テレビ
- CX『刑事　北の街函館を舞台に男と男の執念が燃える！』（1993年）
- TX『刑事追う!』（1996年）
- NBN『SABU 〜さぶ〜』（2002年）
- YTV『私立探偵 濱マイク』（2002年）
- WOWOW『交渉人』（2003年）